# Eroziune electrică
Eroziunea electrică sau electroeroziunea este o tehnologie de prelucrare neconvențională folosită în special pentru prelucrarea materialelor dure și foarte dure sau a celor care nu pot fi prelucrare prin metode convenționale. O condiție esențială a materialelor prelucrate prin această metodă este aceea de a avea conductivitate electrică. Prin această metodă se pot executa microprelucrări de tăiere sau copiere a contururilor profilate la suprafața sau în interiorul materialelor metalice cu durități mari și chiar a materialelor bogat aliate sau a celor exotice, dintre care se menționează: titan, carburi metalice, aliajelor pe bază de nichel etc. Procesul de eroziune se bazează pe efectul eroziv al unor descărcări electrice prin impulsuri, amorsate în mod repetat între doi electrozi, separați printr-un mediu dielectric și supuși unei tensiuni electrice. Unul dintre electrozi este electrodul-sculă iar celălalt este obiectul prelucrării (piesa de prfelucrat). Descărcarea electrică prin impulsuri se obține cu ajutorul unui generator de impulsuri electrice. Acțiunea descărcărilor electrice de înaltă frecvență, prin impulsuri, se exercită asupra obiectului prelucrării, electrodului și mediului dielectric dintre aceștia, având drept consecință principală distrugerea integrității substanței de la suprafața obiectului prelucrării și îndepărtarea din zona de prelucrare a produselor metalice rezultate. Mecanismul de avans al mașinii menține un interstițiu între electrod și piesa de prelucrat de 0,02...0,5 mm. Procesul de eroziune electrică este utilizat pentru prelucrarea matrițelor de forjat, matrițelor de injecție, formelor de turnare, găurilor, canalelor și cavităților.

## Procedee de prelucrare prin descărcări electrice
Se deosebesc mai multe tipuri de electroeroziune prin descărcări electrice:
- electroeroziune cu electrod masiv, în care un electrod de formă complementară față de forma de prelucrat pătrunde în piesă;
- electroeroziune cu electrod filiform, în care electrodul-sârmă, antrenat în mișcare de avans rectilinie execută decuparea sau retezarea piesei;
- găurire rapidă în care se folosește un electrod tubular pentru găurirea unor materiale foarte dure.

După caracterul descărcărilor electrice există:
- prelucrări prin electroeroziune cu descărcări electrice în scântei;
- prelucrări prin electroeroziune cu descărcări electrice în arc.

La electroeroziunea cu electrod masiv are loc o  singură mișcare de avans a electrodului, după o traiectorie rectilinie sau curbilinie. Astfel se produce copierea simplă a formei părții active a electrodului sculă în suprafața supusă prelucrării. Execuția electrozilor masivi, care prezintă în general suprafețe convexe este posibilă prin așchiere, deformare plastică, turnare, electroformare etc. Au fost dezvoltate și mașini de electroeroziune la care electrodul-sculă, în afară de mișcarea de avans, execută și o mișcare circulară cu parametri independenți sau corelați cu cei ai mișcării de avans. Această schemă de lucru reprezintă o generare circulară sau copiere rotativă.
Eroziunea electrică cu electrod filiform (en: wire-cut EDM) este un proces în care electrodul este o sârmă, de obicei de alamă. Pentru a evita eroziunea sârmei, aceasta este înfășurată între două bobine astfel încât partea activă a sârmei se schimbă permanent. Electrodul-sârmă este antrenat în mișcare rectilinie, pentru a efectua o decupare  după orice contur sau o retezare.
Găurirea cu electrod tubular rotativ care transportă un jet presurizat de lichid dielectric este folosită în industria aerospațială pentru execuția orificiilor de răcire în palete.

## Avantajele prelucrării prin electroeroziune
Procedeul prezintă o serie de avantaje:
- se pot prelucra piese cu pereți subțiri, cu rigiditate mică, datorită inexistenței contactului între electrodul-sculă și piesa de prelucrat;
- se pot prelucra suprafețe de complexitate ridicată sau cu muchii și colțuri ascuțite;
- se pot prelucra piese din materiale cu orice duritate;
- se utilizează electrozi-sculă din materiale moi, de exemplu cupru, grafit sau alamă, ușor de executat;
- în timpul prelucrării nu se obțin bavuri.